# Nína Dögg Filippusdóttir
Nína Dögg Filippusdóttir (født 25. februar 1974) er en islandsk skuespiller og filmproducer.

## Filmografi
- Heartstone (2016)
- Forældre (2008)
- Børn (2006)

## Ekstern henvisning
- Nína Dögg Filippusdóttir på Internet Movie Database (engelsk)
- Nína Dögg Filippusdóttir på Filmdatabasen
- Nína Dögg Filippusdóttir på danskfilmogtv.dk
- Nína Dögg Filippusdóttir på Scope
- Nína Dögg Filippusdóttir på Svensk Filmdatabas (svensk)
- Nína Dögg Filippusdóttir på AlloCiné (fransk)
- Nína Dögg Filippusdóttir på AllMovie (engelsk)
- Nína Dögg Filippusdóttir på The Movie Database (engelsk)